# ایراج
ایراج، روستایی از توابع شهرستان خور و بیابانک در استان اصفهان ایران است.

## جمعیت
این روستا در دهستان نخلستان قرار داشته و براساس سرشماری سال ۱۳۹۵جمعیت آن حدود ۸۰۰نفر (۲۰۰ خانوار) بوده‌است.

## تاریخچه
این روستا دارای قدمتی ۵۰۰۰ ساله است. ساکنان قدیم آن دین زرتشتی داشته و بقایای قبرستانی بنام گبرها و همچنین دخمه ای ساده و ابتدایی از گبرها موجود می‌باشد این روستا در گذشته‌های نه چندان دور بارها مورد تهاجم یاغیان و دزدان قرار گرفته از جمله گروهی از ایل باصری به سرکردگی رمضان خان باصری با کشتن مسعود لشکر قلعه ایراج را به تسخیر خود در میاورد و مدتهای در ایراج و دیگر روستاها به اذیت و آزار و غارت مشغول بوده‌است. ایراج در دل کویر و در میان چندین روستای دیگر قرار دارد و دارای یک قلعه بسیار قدیمی که منحصر به فرد می‌باشد و بر بالای تپه ای واقع شده و در قدیم تراکم خانه‌ها در اطراف قلعه بیشتر بوده‌است قلعه در مکانی واقع شده که دیدبانها می‌توانستند از چند کیلومتری متجاوزین را رصد کنند بجز از غرب بخاطر کوه‌ها و تپه‌ها که برجی دیدبانی در قسمت غربی قلعه بر روی تپه ای واقع شده که ساکنین قلعه غافلگیر نشوند این قلعه در طول تاریخ یکبار توسط اعراب علوی و دیگر بار توسط قوای دولتی برای بیرون راندن رمضان خان باصری تخریب شده و هم‌اکنون مخروبه ای از ۳ طبقه آن باقیست همچنین درخت سروی با قدمت بیش از ۱۰۰۰ سال که یادگاریست از زرتشتیان و ساکنان قدیم روستا. از تپه‌های باستانی روستا اشیایی مربوط به ۲ تا ۳ هزار سال قبل از میلاد کشف شده‌است.

### وجه تسمیه
گویند ایرج و مهرک دو برادر بودند. ایراج روستای ارابه (ایراج) را بنیاد نهاد و مهرک روستای مهرجان را. چون کاریز مهرجان کم‌آب بود مهرک از برادر خواست تا شب‌هنگام آب ایراج به مهرجان برود. ایرج پذیرفت. دو برادر جویی کندند و با ساروج و سنگ استوار ساختند و آب ایراج در این جوی به سوی مهرجان روان گردید. آثار این جوی بین دو روستا که بیش از سه فرسنگ با هم فاصله دارند اکنون بر جای است.